# ADAC GT Masters
| ADAC GT Masters         | ADAC GT Masters            |
| ----------------------- | -------------------------- |
| Kategoria               | Wyścigi samochodowe        |
| Region                  | Niemcy/Europa              |
| Pierwszy sezon          | 1993                       |
| Obecny mistrz kierowców | Sebastian Asch Luca Ludwig |
| Obecny mistrz zespołów  | Prosperia C. Abt Racing    |

ADAC GT Masters (dawniej ADAC GT Cup) – seria wyścigowa samochodów GT organizowana od 1993 roku W Europie z bazą w Niemczech. Została utworzona przez międzynarodową organizację Stéphane Ratel Organisation i odbywa się pod patronatem niemieckiej organizacji ADAC. ADAC GT Cup została utworzona w 1993 roku jako konkurencja dla Deutsche Tourenwagen Masters. W 2007 roku zmianie uległa nazwa serii. Zasady rozgrywania wyścigów są identyczne, jak w przypadku FIA GT3 European Championship. Kierowcy ścigają się w parach. W każdym wyścigu musi zostać wykonany jeden pit stop z obowiązkową zmianą kierowcy. Wyścigi serii odbywają się głównie na niemieckich torach (Nürburgring, Hockenheimring, Sachsenring), jednak w każdym sezonie w kalendarzu znajdują miejsce również rundy poza granicą Niemiec.

## Mistrzowie
| Sezon | Mistrz                               | Samochód                       | Zespół                  | Amator            |
| ----- | ------------------------------------ | ------------------------------ | ----------------------- | ----------------- |
| 2007  | Christopher Haase                    | Lamborghini Gallardo GT3       | Reiter Engineering      | nie przyznawano   |
| 2008  | Tim Bergmeister                      | Porsche 997 GT3 Cup            | Team Flatex-Reiter      | nie przyznawano   |
| 2009  | Christian Abt                        | Audi R8 LMS                    | Callaway Competition    | Toni Seiler       |
| 2010  | Peter Kox Albert von Thurn und Taxis | Lamborghini Gallardo LP560 GT3 | Abt Sportsline          | Toni Seiler       |
| 2011  | Dino Lunardi Aleksandros Margaritis  | Alpina B6 GT3                  | Reiter Engineering      | Mark A. Hayek     |
| 2012  | Sebastian Asch Maximilian Götz       | Mercedes-Benz SLS AMG GT3      | MS Racing Team          | Swen Dolenc       |
| 2013  | Diego Alessi Daniel Keilwitz         | Corvette Z06.R GT3             | Prosperia C. Abt Racing | Christina Nielsen |
| 2014  | René Rast Kelvin van der Linde       | Audi R8 LMS ultra              | Prosperia C. Abt Racing | Handlos Herbert   |
| 2015  | Sebastian Asch Luca Ludwig           | Mercedes-Benz SLS AMG GT3      | Team Zakspeed           | Andreas Weishaupt |